# ガレキとラジオ
『ガレキとラジオ』は2013年4月13日公開された日本のドキュメンタリー映画。2011年3月11日の東日本大震災で被害を受けた宮城県南三陸町に密着し、地元民による災害ラジオ局「FMみなさん」を中心に、1年に渡る同町の復興への道のりを追う。スペシャルサポーターとして俳優の役所広司がナレーターをつとめる。

## 概要
2011年5月17日。東日本大震災から約2か月後のこの日、町内の60%以上の世帯が罹災し8,000名以上（町の人口の約半数）が避難生活を送ることになった南三陸町に、小さなラジオ局が生まれた。ラジオ局の名は「FMみなさん」。避難所となっていた体育館の廊下の奥、カーテン1枚で仕切られたスペースをブースに、津波で流された防災無線の代わりに被災地で暮らす人々に災害や支援情報を届ける。元塾講師のMC、元ダンプ運転手のディレクターをはじめラジオ制作未経験だった南三陸町の被災者9人からなるスタッフは、ゼロからの不慣れな仕事に試行錯誤を繰り返しながらも「一人でも多くの人をラジオを通じて笑顔にしたい!」という思いを原動力に、復興に向けて頑張る人々に現場からのインタビューを敢行。再生への道を一歩ずつ踏み出す町の中で自分たちに出来ることを模索していく。

### 「やらせ」問題
2014年3月5日、実際には災害ラジオ局の電波が届かない場所にいた被災者の女性に放送を録音したCDを聴かせた後で放送に勇気づけられたと演出させるやらせがあったと朝日新聞により報じられる。監督も演出の事実を認めた。ボランティアでナレーターを引き受けた役所広司はこれを受け、オフィシャルブログで「この映画は、今後二度と上映されるべきものではありません」「ドキュメンタリー映画でやってはならない演出で全てが無になってしまいました」などと述べ、制作陣を批判した。
その後朝日新聞の取材対象の女性が、弁護士を通じて抗議した。1）出演を後悔してはいないし、「制作者の求めに応じて演技をしてしまった認識」もないのだから、演技をしたことに罪悪感を抱き、苦しんでいるという事実もなく、虚偽の報道だ。2）身分を隠して取材され、記者であることが判明したあと、記事にしないように頼んで、了承されたにもかかわらず、記事にされた。3）プロフィールから、本人が特定できる報道はプライバシーの配慮に欠けるのではないか。4）自分の真意と異なる異なる記事によって映画が上映できなくなったことについて苦しんでいる。
朝日新聞は、この映画の上映再開が決まってからあわてて2）について、検討するとしか答えていないと否定するが、1）と3）は無視された。

## キャスト
- 南三陸町の住民の皆様

## スタッフ
- 監督 - 梅村太郎、塚原一成
- プロデューサー - 須賀大観
- 制作プロデューサー - 乾雅人
- 音楽 - 内山雄介（otoco）
- 主題歌 - MONKEY MAJIK「トビラ」
- 撮影監督 - 久保健志
- 編集 - 田嶌直子
- ナレーション - 役所広司
- 製作 - 株式会社ワンダーラボラトリー
- 企画・製作 - 株式会社博報堂、株式会社博報堂ロダクツ
- 制作協力 - 有限会社FOLCOM
- 配給 - アルゴ・ピクチャーズ
- 後援 - 観光庁、宮城県、南三陸町